# David Schweikert

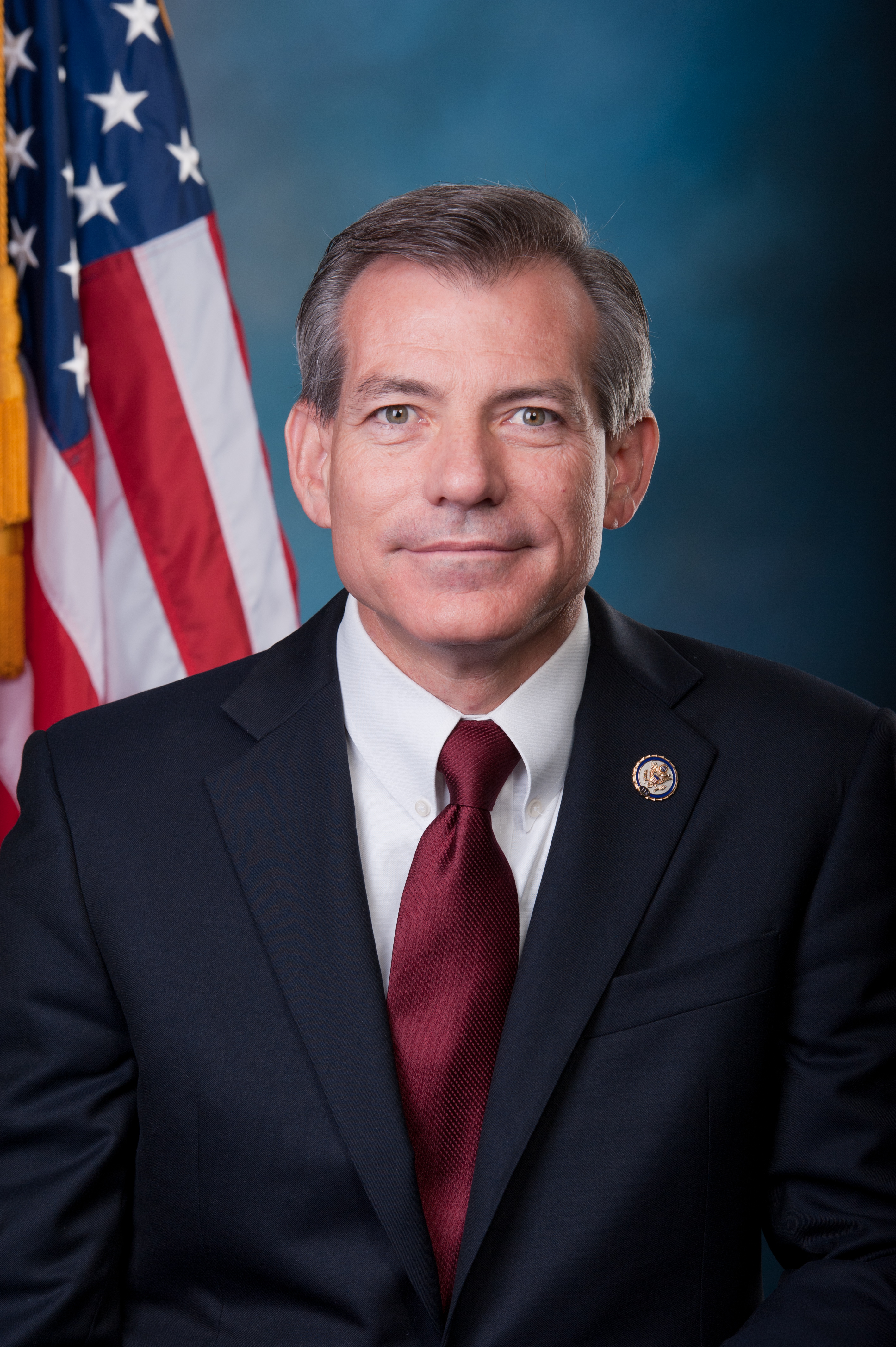
David Schweikert (2011)

David Schweikert (* 3. März 1962 in Los Angeles, Kalifornien) ist ein US-amerikanischer Politiker der Republikanischen Partei. Seit 2011 vertritt er Arizona im Repräsentantenhaus der Vereinigten Staaten.

## Leben
David Schweikert besuchte bis 1985 das Scottsdale Community College in Arizona. Anschließend studierte er an der Arizona State University. In den folgenden Jahren arbeitete er als Immobilienmakler (realtor) und Finanzberater. Politisch schloss er sich der Republikanischen Partei an. Von 1991 bis 1995 war er Abgeordneter im Repräsentantenhaus von Arizona.  Daraufhin war er Vorsitzender des Arizona State Board of Equalization. Von 2004 bis 2007 war er als Treasurer für die Finanzen im  Maricopa County zuständig.
Im Jahr 1994 kandidierte Schweikert erfolglos in den Vorwahlen seiner Partei  für das Repräsentantenhaus der Vereinigten Staaten. 2008 unterlag er bei den Kongresswahlen gegen Harry Mitchell.  Zwei Jahre später, im Jahr 2010, kam es erneut zu diesem Duell, diesmal konnte sich Schweikert mit 52:43 Prozent der Stimmen durchsetzen. Das Mandat im Repräsentantenhaus trat er am 3. Januar 2011 erstmals an. In den folgenden Wahlen konnte er sich jeweils immer durchsetzen. Seine laufende Amtsperiode endet am 3. Januar 2027. Schweikert war bzw. ist Mitglied im United States Joint Economic Committee und im United States House Committee on Ways and Means.
Schweikert gehörte zu den Mitgliedern des Repräsentantenhauses, die bei der Auszählung der Wahlmännerstimmen bei der Präsidentschaftswahl 2020 für die Anfechtung des Wahlergebnis stimmten. Präsident Trump hatte wiederholt propagiert, dass es umfangreichen Wahlbetrug gegeben hätte, sodass er sich als Sieger der Wahl sah. Für diese Behauptungen wurden keinerlei glaubhafte Beweise eingebracht. Der Supreme Court wies eine entsprechende Klage mit großer Mehrheit ab, wobei sich auch alle drei von Trump nominierten Richter gegen die Klage stellten.